# Giovanni Barbagelata
 (juillet 2025).
Giovanni Barbagelata (Gênes, av. 1459 – Gênes, 1508) est un peintre italien génois.

## Biographie
Giovanni Barbagelata est issu d'une famille de la Valle della Fontanabuona, dans le podestat de Rapallo.
Né à Gênes, il est le fils d'un tisseur de soie dénommé Nicola di Marco et est actif pendant toute sa carrière dans sa ville natale et ses environs.
Sa date de naissance est incertaine, mais antérieure à 1459, car en 1484, il est dit qu'il est « maior annis XXV ».
Le début de son activité est mentionné en 1484 quand, en collaboration avec  Tommaso da Novara, il peint sur l'exterieur de l'église San Siro Gli, l'écusson des familles Cibo et De Mari.
Son activité demeure constante jusqu'en 1504 quand il reçoit commande pour un polyptyque (œuvre perdue) avec Santa Chiara pour l'oratoire de Santa Brigida à Santa Margherita Ligure.
Giovanni Barbagelata est probablement mort en 1508 car en novembre de cette année Lorenzo Fasolo prenait en location l'atelier de son collègue décédé dans la contrada San Lorenzo.

## Œuvres
- San Girolamo e san Gregorio papa, tempera sur bois, 58,5 × 46 cm
- Annunciazione, (1497-1498), polyptyque, église de Calvi, Corse.
- Madonna della Vittoria, Cathédrale San Lorenzo, Gênes.
- San Nicolò, (1498) polyptyque, (compartiment  central), église paroissile, Pietra Ligure,
- San Giovanni Battista (1499), polyptyque, Casarza, Sestri Ligure,
- San Ambrogio (1500), polyptyque, église paroissiale de Varazze,
- Madonna con Bambino e  Sisto papa e Giov. Battista, (1502), triptyque, Ponte Lungo, Albenga
- Madonna della Vittoria (1503), triptyque, oratoire San Giovanni Battista, Gênes,
- Santi Pietro e Paolo, retable, oratoire Pietro e Paolo, Gênes,
- San Domenico, triptyque, et Stimmate di San Francesco, provenance église des dominicains de Finalborgo, actuellement à la Galleria di palazzo Bianco,
- San Ludovico, polyptyque, église San Giorgio, Moneglia
- Fresques (1502), cathédrale San Lorenzo, Gênes, en collaboration avec Ludovico Brea et Lorenzo Fasolo.